# Lauda Air Italia

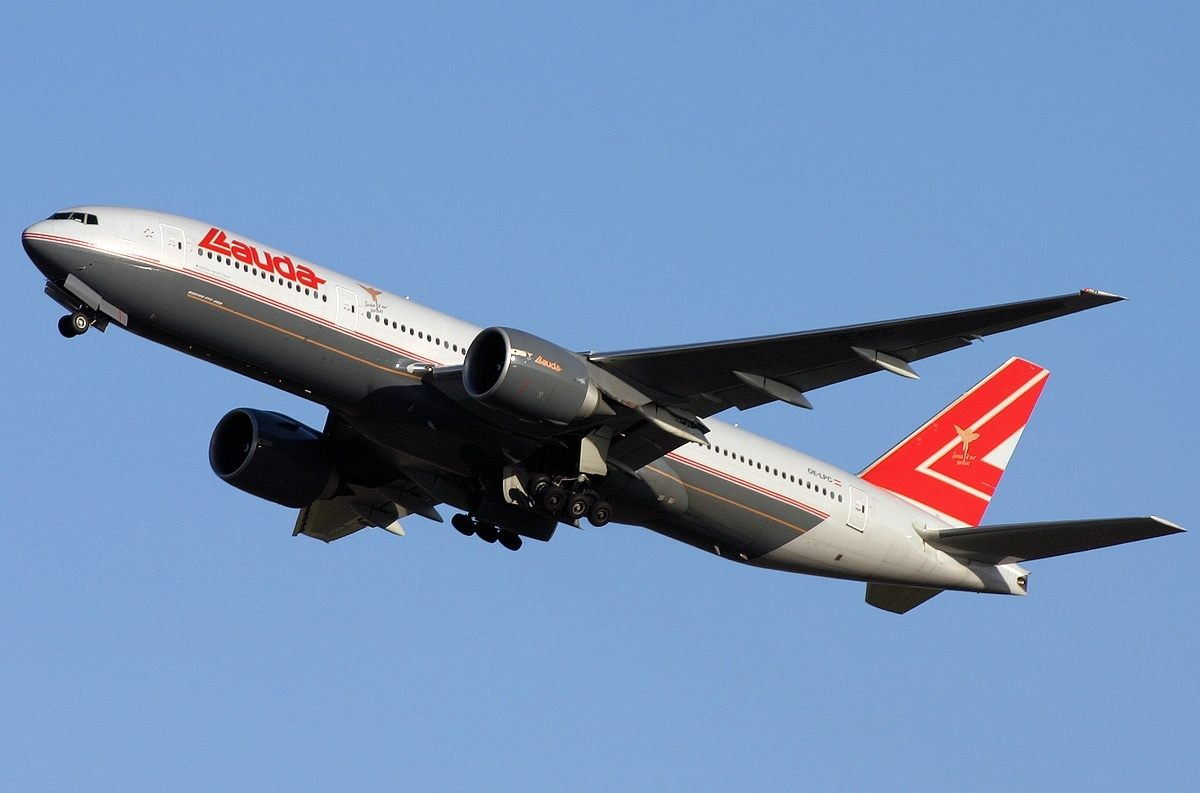
Lauda Air Boeing 777-200ER SYD Monty

Lauda Air Italia was een Italiaanse luchtvaartmaatschappij die werd opgericht door de Oostenrijkse Formule 1-coureur Niki Lauda. Al eerder had Niki Lauda in Oostenrijk de luchtvaartmaatschappij Lauda Air Oostenrijk opgericht. Nadat dit in eerste instantie niet zo succesvol verliep keerde hij terug naar de Formule 1 om geld bij elkaar te verdienen voor zijn luchtvaartmaatschappij. Eind jaren negentig verkoopt Niki Lauda de Oostenrijkse tak van Lauda Air aan de Austrian Airlines group. Lauda Air Italia gaat hierin niet op.

In 2003 richt Niki Lauda opnieuw een luchtvaartmaatschappij op in Oostenrijk, namelijk Fly Niki. Dit is een prijsvechter (LCC) die voornamelijk vanuit Wien en Salzburg vliegt. Deze maatschappij is niet verbonden met Lauda Air Italia. Lauda Air Italia werd opgenomen in de Livingstone Group.

## Codes
- IATA Code: L4